# Švédské křížové výpravy
Švédské křížové výpravy byly tři vojenské expedice Švédů do Finska v průběhu 12. a 13. století. Na konci těchto výprav stála trvalá švédská kolonizace a christianizace Finska.

## První švédská křížová výprava

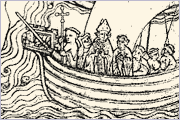
Švédští křižáci se roku 1100 plaví do Finska

První švédská křížová výprava byla legendární vojenská expedice vyslaná kolem roku 1150, tradičně se prezentuje jako dobytí Finska Švédy a s tím spojené obrácení pohanských Finů na křesťanství. Podle legendy křížovou výpravu vedl král Erik IX. Svatý. Biskup Jindřich z Uppsaly, který krále na výpravě doprovázel, v dobytém Finsku zůstal, a stal se mučedníkem.
Avšak skutečnosti kolem této křížové výpravy jsou předmětem diskusí mezi mnoha historiky. Žádné archeologické nálezy nepotvrzují, ale ani nevyvracejí události ve Finsku za švédské vlády popisované v písemných zdrojích ze čtyřicátých let 13. století. K tomu ještě, není zmínka o zdejší diecézi a finském biskupovi před rokem 1250 mezi ostatními švédskými církevními záznamy.
V té době byli svobodní sedláci zodpovědní jarlovi. To mělo za následek teorii, že Erik IX. vedl expedici ještě před tím, než se stal králem, nebo přinejmenším když se o trůn ucházel. Legenda neuvádí žádný rok, kdy se křížová výprava měla uskutečnit, a pokusy upřesnit toto datum na přesně na rok 1150 jsou většinou pozdějšími spekulacemi. Vše to, co dnes víme o králi Erikovi a biskupovi Jindřichovi je, že v polovině 12. století s největší pravděpodobností hráli ve Švédsku důležitou roli.

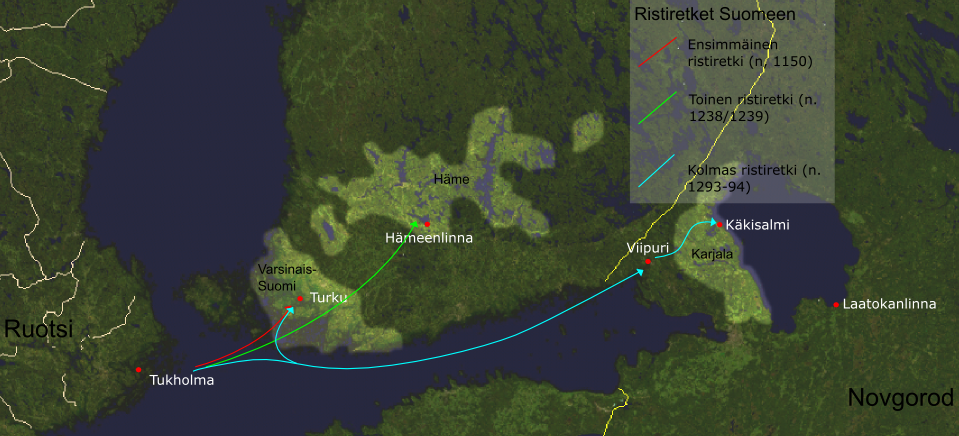
Švédští křižáci ve Finsku

Faktem také je, že tažení na východ se běžně účastnil biskup z Linköpingu, a ne z Uppsaly. Nicméně v polovině 12. století panovaly v Baltském moři časy velmi kruté. Švédové a Finové měli časté konflikty s Novgorodem. Tím pádem mohly být některé švédské vojenské výpravy namířeny do Finska. Pozoruhodné je, že zejména krátké příběhy z První novgorodské kroniky z roku 1142 popisují švédského „prince“ a biskupa s flotilou šedesáti lodí, která zničila už třetí novgorodskou obchodní loď někde „na druhé straně moře“ a které přišly za něčím mnohem důležitějším.

## Druhá švédská křížová výprava

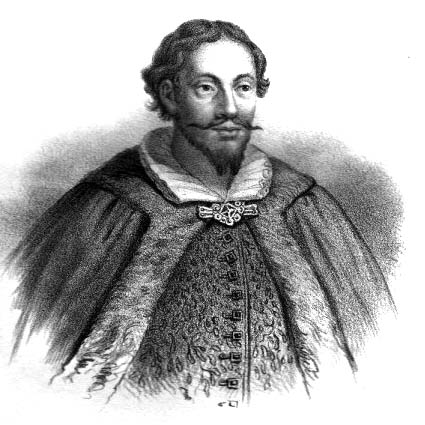
Birger Magnusson, který v roce 1249 začal dobývání Finska

Sto let po první švédské křížové výpravě byla uspořádaná druhá křížová výprava do Finska. Byla vypravena mezi léty 1239–1256 a díky tomuto tažení se Finsko stalo součástí Švédska na dalších 550 let.
V důsledku bitvy u Lihule v roce 1220 a o dvacet let později v bitvě na Něvě byli Švédové Rusy vytlačeni z Pobaltí, ti byli tak přinuceni hledat nová území jinde. Svou pozornost proto zaměřili na východ do finské oblasti Tavastie, jejíž obyvatelstvo se kolem roku 1230 otevřeně postavilo proti křesťanství, proto papež roku 1237 vyzval ke křížové výpravě. Švédský jarl Birger uspořádal výpravu přes moře, aby zaútočil na Tavatsii. Po válce byl ve Finsku nedaleko měst Turku a Koroinen založen švédský Starý hrad Lieto, nedaleko nově zřízené biskupské rezidence. Od roku 1248–1249 zastával biskupský post ve Finsku švédský Bero, úředník jmenovaný přímo švédským královským dvorem. Bero měl ve svých rukách až do roku 1280 ve Finsku také světskou moc, především pak vybírání daní. V roce 1249 vznikl ve Finsku první klášter, který zřídili dominikáni.
Ačkoliv vůdce druhé švédské křížové výpravy jarl Birger dobyl Finsko, doma zatím jeho šlechtici proti němu zosnovali odboj a okleštili jeho královské pravomoci, které připadly šlechtě.

## Třetí švédská křížová výprava

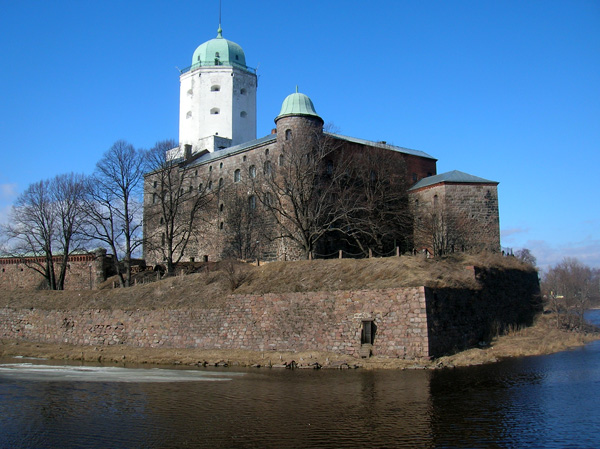
Hrad Vyborg, vybudovaný Švédy na přelomu 13. a 14. století během třetí švédské křížové výpravy

Třetí švédská křížová výprava bylo vojenské tažení Švédska uspořádané roku 1293. Cílem této vojenské expedice byla Karélie ve východním Finsku, oblast tehdy ovládaná ruskými knížaty z Novgorodu a vedl ji Tyrgils Knutsson. Tato křížová výprava svým zeměpisným rozsahem nakonec vytvořila hranici mezi pravoslavným východem a katolickým západem, poté co Rusové začali uplatňovat svůj vliv nad východní částí Finska. Ačkoliv mezitím se Švédům podařilo dostat pod svou kontrolu většinu země a během 13. století upevnit své pozice a vybudovat četné hrady na podporu zdejší švédské moci proti neposlušným oblastem kolem Turku, v Tavatsii a Viborgu. Konflikt skončil roku 1323 Smlouvou z Nöteborgu mezi Švédskem a Novgorodem o ustálení společných hranic.
Označení „křížová výprava“ je pro tuto expedici značně nehistorické, poněvadž svým charakterem to spíše bylo jedním z mnoha vleklých vojenských konfliktů během švédsko-novgorodských válek, leč používá se.